# Banksie
Banksie (Banksia) (zřídka se užívá i české jméno paučkovec)
je velký rod, obsahující přes 170 druhů stálezelených dřevin rozmanitého vzhledu z čeledě proteovitých. Rostou převážně v Austrálii, kde jsou původní; existují tam již déle než 40 miliónů let. Pro Evropany byly objeveny až v roce 1770 při přistání výpravy kapitána Jamese Cooka, po jejímž přírodovědci Josephu Banksovi dostaly jméno.

## Taxonomie
V nedávné době byl do rodu Banksia převeden bývalý rod Dryandra. Studiem genetických vztahů v obou rodech bylo zjištěno, že rod Dryandra (asi 93 druhů) je vlastně specializovaným druhem rodu Banksia (asi 80 druhů); v minulosti se jeden druh rodu Banksia adaptoval do nové podoby, která se rozvinula v široké spektrum druhů zdánlivého rodu Dryandra. V taxonomii uváděné australskými botaniky je tato změna již přijata téměř bez výhrad , u ostatních ještě ne zcela.

## Rozšíření
Banksie jako rod je téměř endemitem Austrálie, mimo samotný kontinent se vyskytuje na ostrově Nové Guineji a v souostroví Moluky. Na Novém Zélandu byly nalezeny stopy po fosilní banksii. V Austrálii jsou dvě hlavní oblasti rozšíření, ve kterých vyrůstají zcela odlišné druhy. V Západní Austrálii, spíše na jejím jihozápadě, od města Exmouthu na severu po město Esperance na jihu je centrum biologické rozmanitosti, roste tam převážná většina druhů. Druhá oblast s menším počtem druhů, zato známějších a rozšířenějších (např. Banksia integrifolia a Banksia spinulosa), se nachází na východě kontinentu, kde se banksie vyskytují od poloostrova Eyre na jihu až po mys York na severu Queenslandu. Výjimku tvoří Banksia dentata, která vyrůstá po celém severním pobřeží a také na Nové Guineji a Molukách.
Většina druhů roste v mírném podnebném pásu v písčitých nebo štěrkovitých půdách, jen málokteré v těžších jílovitých nebo hlubokých a na živiny bohatých půdách podél vodních toků. Zařazovány jsou mezi mezofyty i xerofyty, pouze málo druhů se nachází ve vyprahlých pouštních oblastech nebo v severních deštných pralesích a poblíž bažin na severním pobřeží. Rostou v pobřežních nížinách až v subalpinském pásmu. Vyžadují převážně dobře propustnou a na živiny chudou půdu a jen občasné bohaté srážky. Mnoho vlhkosti způsobuje, zvláště druhům pocházejícím ze suššího západu, hnilobu kořenů (hlavně plísně z rodu Phytophthora). Všechny jsou náročné na teplotu, pro růst potřebují minimálně 7 až 10 °C.
Některé druhy banksií lze spatřit i v České republice, a to v Botanické zahradě hl. m. Prahy a v botanické zahradě v Liberci.

## Popis

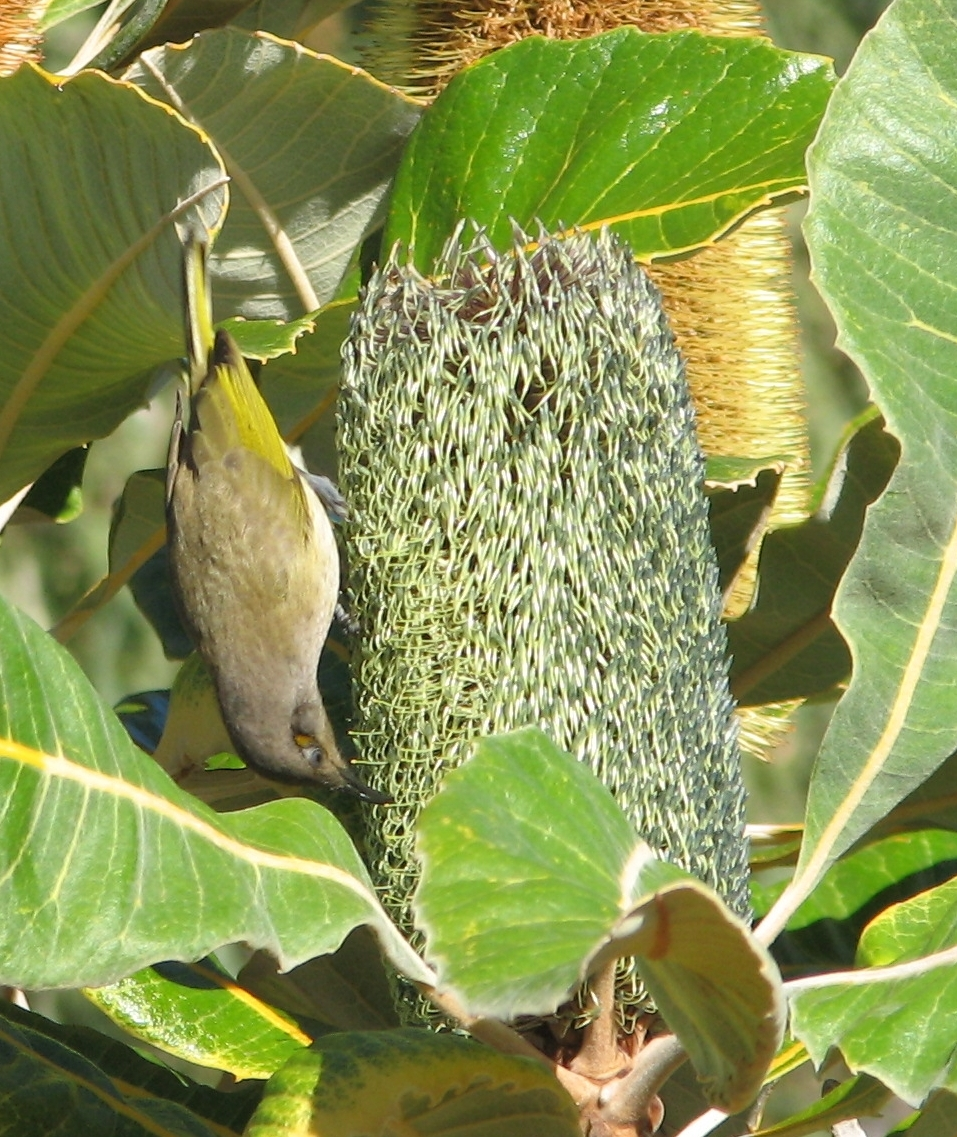
Květenství banksie a opylovač medosavka hnědá

Jsou to stálezelené keře nebo stromy, dosahující až 25 m výšky. Mnohdy rozhoduje o vzhledu dřeviny i biotop, kde druh roste: někde může jako strom dorůst do 10 m a na jiném místě je to nízký keř. Listy vyrůstají střídavě, ve spirále nebo v přeslenech a mívají různý tvar, zjednodušeně jsou podlouhlé a často vykrajované, bývají veliké od několika cm až do délky cca 40 cm; některé druhy mívají listy dvojího tvaru. Jsou řapíkaté, bez palistů, kožovité a okraje mají zubaté nebo celistvé.
Drobné oboupohlavné květy jsou sestaveny do vzpřímených, šišce podobných hroznovitých květenství válcovitého, kulovitého nebo konického tvaru, jejichž délka se pohybuje od 5 do 40 cm. Květenství se skládá z dřevnaté osy, pokryté těsně k sobě natlačenými páry květů, spojených kolmo k sobě; květenství je složeno ze sta nebo i tisíců kvítků. Barva květů je nejčastěji žlutá, pak krémová, červená, růžová nebo hnědá. Některé druhy mívají nenápadný zákrov, který někdy opadavá. Pravidelné nebo nepravidelné květy vyrůstající s listeny jsou přisedlé, drobné až velmi nápadné. Jsou čtyřčetné, cyklické, generativní orgány mají v kruzích, češule jim chybí. Volné okvětní lístky jsou v jednom přeslenu, stejně jako 4 stejné nebo různě dlouhé tyčinky s krátkými nitkami nebo přisedlými prašníky pukajícími podél podélných stěn. Jednodílný svrchní semeník je tvořen jedním plodolistem, placentace je marginální nebo apikální. Čnělka je mnohem delší než okvětí a mívá jinou barvu; před rozvitím květu je skryta uvnitř. Jak postupně po dobu několika dnů jednotlivé kvítky rozvírají svá okvětí a jinobarevné čnělky se vysunují, mění celá šištice svou barevnost. Přestože jsou ve květenství sta a tisíce květů, jen z málokterého se vyvine zralý plod.
Většina druhů skýtá nektar jako potravu hmyzu, ptákům i drobným savcům. Mnohé kvetou přes podzimní a zimní období. Plody jsou dřevnaté a velmi tvrdé tobolky seskupené do plodenství (šištic), které se rozpadají před dalším vegetačním obdobím, nebo vytrvávají na stromech po několik let. Tobolky chrání semena před pasoucími se zvířaty nebo před častými ohni, v australské krajině obvyklými. Některé se samy otevřou po dozrání semen, jiné leží mnoho let a otevřou se až po požáru.

## Rozmnožování
Banksie se dobře množí semeny, většinou je však třeba nejdříve kužel se semeny zahřívat asi hodinu při teplotě až 140 °C. Tobolky se pak otevřou a lze vytáhnout obvykle po dvou černých okřídlených semenech. Vysetá semena nesmí zaschnout ani být v přemokřené půdě. Vyklíčí obvykle do 14 až 60 dnů; mladé rostlinky musí dostat plné oslunění. Málokteré druhy potřebují jedno- až dvouměsíční stratifikaci. Lze je také, i když s obtížemi, množit řízkováním. Rostliny mají drobné, tenké kořínky a jejich přesazování je obtížné: je nutno provést je co nejdříve. V praxi se to někdy řeší tak, že se semena vysejí do tenkých plechových květináčů, které se s mladými semenáčky vysadí na místo bez přesazení. Plechovky se časem rozpadnou a kořeny prorostou do půdy.
U rodu banksie se časem vytvořily dvě strategie, jak přežít stepní požáry, k nimž ve vnitrozemské Austrálií dochází odedávna. Část banksií při požáru zahyne, mají však po okolí rozptýlené tobolky se semeny, která po ohni rychle vyklíčí a nové rostliny zaujmou místa spálených. Nesmí však docházet k požárům častěji, než nové rostliny vytvoří semena. Jiné druhy zase mají hrubou, ohni odolnou kůru a po ohni velmi rychle regenerují, požár však nesmí být příliš mohutný. Časté nebo intenzivní požáry (např. úmyslně založené) mohou tak zcela vyhubit místní populace banksií. Jako možná prevence se v Austrálii používá tzv. řízené vypalování, kdy se v rizikových oblastech zakládají cílené požáry, při kterých se vypaluje suché rostlinstvo v době, kdy jej ještě není mnoho a nezpůsobí přílišné škody.

## Význam
Některé druhy, např. B. baxteri, B. coccinea, B. hookeriana, B. menziesi, B. sceptrum a B. speciosa, se pěstují na plantážích v západní a jižní Austrálii, stejně jako na Havaji a v Izraeli, a květy se sklízejí jako řezané květy do kytic, kde dlouho vydrží čerstvé. Dřevo stromů nebo suché plodenství bývá občas používáno k výrobě ozdobných předmětů a suvenýrů.

## Poznámka
O tom, jak si v Austrálii své banksie váží, svědčí pojmenování celokontinentální nadace pro životní prostředí Banksia Environmental Foundation a předního ocenění udělovaného ochráncům přírody Banksia Environmental Awards.